# Archibald Maxwell Craig
Archibald Maxwell Craig, britanski general, * 1895, † 1953.